# Pfellkofen
Pfellkofen ist ein Gemeindeteil von Pfakofen, einer Gemeinde im Oberpfälzer Landkreis Regensburg in Bayern.

## Geographie
Pfellkofen liegt in direkter Nachbarschaft zu Pfakofen wenige Kilometer südwestlich von Aufhausen im Tal der Großen Laber.

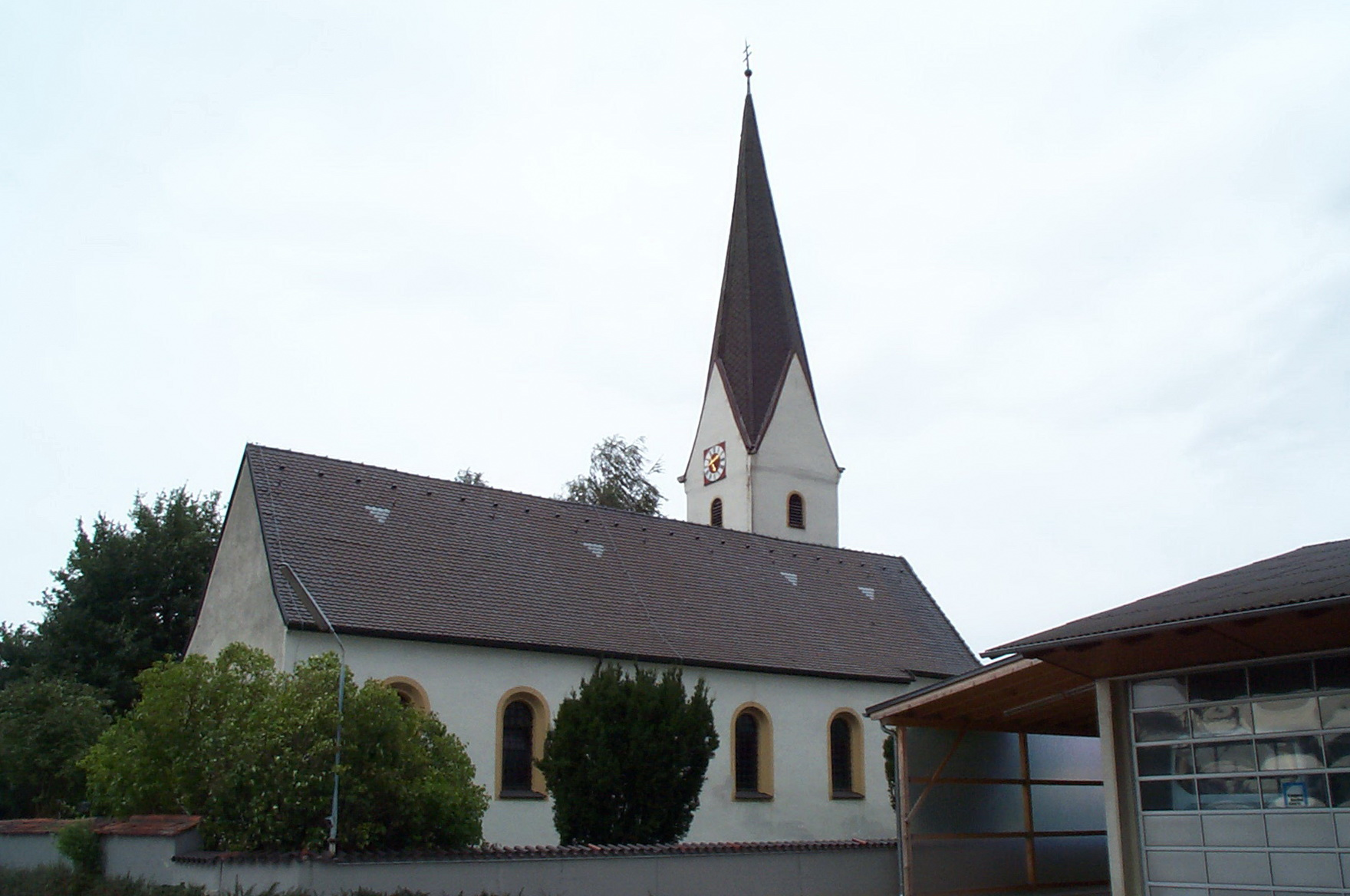
Kirche Mater Dolorosa Pfellkofen

## Geschichte
Pfellkofen wird als Folinchova in einer Schenkungsurkunde Ludwigs des Deutschen zusammen mit Rogging erstmals 831 erwähnt. Ein päpstlicher Schutzbrief aus dem Jahr 1145 bestätigt dem Domkapitel von Regensburg den Besitz der Kirche (eccl(es)ia Punnechoven) in Pfellkofen. Ein Amtshaus des Domkapitels ist erstmals im Jahr 1324 belegt. Die heutige Pfellkofener Kirche Mater Dolorosa wurde in der Frühzeit des 17. Jahrhunderts erbaut und später erweitert. Das Domkapitel in Regensburg übte bis zum Übergang an das Königreich Bayern im Jahr 1809 das Besetzungsrecht für die Pfarrei aus. 1818 entstand mit dem Zweiten Gemeindeedikt im Königreich Bayern die politische Gemeinde. Im Jahr 1945 oder 1946 wurde die Gemeinde nach Pfakofen eingegliedert.